# Xã Dillon, Quận Phelps, Missouri
Xã Dillon (tiếng Anh: Dillon Township) là một xã thuộc quận Phelps, tiểu bang Missouri, Hoa Kỳ. Năm 2010, dân số của xã này là 9.530 người.